# 岡本唐貴
岡本 唐貴（おかもと とうき、1903年12月3日 - 1986年3月28日）は、プロレタリア画家、洋画家。本名・岡本登喜男。
生涯芸術活動に身を染め、ダダイスム、シュルレアリスムなどの影響を受けた絵画、写生画を数多く残す。
長男は漫画家の白土三平（本名・岡本登）、長女は絵本作家の岡本颯子。

## 年表
- 1903年（明治36年）：岡山県浅口郡連島町（現在の倉敷市）に三男として生まれる。
- 1918年（大正7年）：米騒動、労働争議を目撃、思想的に大きな影響を受ける。
- 1919年（大正8年）：父・弥平次死去。農業の傍ら油絵の勉強を始める。
- 1920年（大正9年）：神戸市で浅野孟府と出会い、二人で上京し、原宿にて共同生活を始める。
- 1921年（大正10年）：浅野と彫刻家・戸田海笛のアトリエに住み、油絵のかたわら彫刻を学ぶ。
- 1922年（大正11年）：東京美術学校（現・東京芸術大学）彫刻選科に入学。翌年退学。
- 1923年（大正12年）：関東大震災のため、神戸市に移る。二科会内の急進グループ・アクションに参加。
- 1924年（大正13年）：二科会を離れ、神原泰、矢部友衛らと三科造形美術協会の結成に参加。
- 1926年（昭和1年）：東京に移る。神原泰、矢部友衛、浅野孟府らとグループ造型の結成に参加。
- 1928年（昭和3年）：グループ造型を造型美術家協会として再組織。（全日本無産者芸術連盟（ナップ）発足）
- 1929年（昭和4年）：ナップ改組による日本プロレタリア美術家同盟（ヤップ）の結成に参加。黒澤明に絵を教える。
- 1930年（昭和5年）：相馬君子（塩谷太郎の妹）と結婚。
- 1931年（昭和6年）：（所属のナップにさらに団体が追加され、日本プロレタリア文化連盟（コップ）が成立）
- 1932年（昭和7年）：2月、長男・登（白土三平）が生まれる。夏、特高に検挙・投獄される。神戸市に移る。
- 1933年（昭和8年）：東京に出、同志小林多喜二の死顔を描く。大阪にて、浅野孟府と共同展開く。北海道に行く。
- 1934年（昭和9年）：受けた拷問からの発病（以降5年間の闘病生活）。
- 1937年（昭和12年）：大阪にて個展。
- 1938年（昭和13年）：新潟にて個展。東京練馬に画室を立てる。
- 1940年（昭和15年）：満州・北京に行く。大連、奉天にて個展。
- 1944年（昭和19年）：夏、一家で長野県に疎開。冬、住まいを移す（同じ長野県内）。
- 1945年（昭和20年）：2月、長女・颯子が生まれる。8月、この地で終戦。
- 1946年（昭和21年）：矢部友衛、山上嘉吉、寺島貞志、市村三男三らと現実会の結成に参加。日本美術会の結成に参加。
- 1948年（昭和23年）：現実会解散。共産党入党（1958年離党）。
- 1950年（昭和25年）：ソヴェート美術研究会を結成。
- 1953年（昭和28年）：大阪にて個展。
- 1955年（昭和30年）：寺島貞志、村雲大撲子、石垣栄太郎、別府貫一郎、後藤禎二、山上嘉吉と点々会を創立。
- 1956年（昭和31年）：東京にて個展。
- 1961年（昭和36年）：東京にて個展。
- 1962年（昭和37年）：訪ソ。
- 1963年（昭和38年）：1月、母・留與死去（82歳）。
- 1967年（昭和42年）：創作画人協会の結成に参加。
- 1981年（昭和56年）：妻が死去。
- 1986年（昭和61年）：82歳で死去。

## 書籍など
- 1926年、雑誌「アトリエ」に論文「造型とその意義について」を発表。
- 1928年、機関紙「造型」刊行。
- 1929年、「第2回プロレタリア美術大展覧会」ポスターを描く。
- 1930年、「プロレタリア美術とは何か」（論文集/1930年9月発行/アトリエ社）刊行。
- 1930年、雑誌「戦旗」に挿絵。 「文学革命の前哨」（小宮山明敏著/9月発行/世界社）の装幀。
- 1930年、雑誌「東京パック」（東京パック社/10月号）の表紙。
- 1931年、1930年版「日本プロレタリア美術集」（刊行直後発禁）刊行に協力。
- 1931年、「新しい美術とリアリズムの問題」（国際書院/即日発禁）刊行。
- 1946年、「民主主義美術と綜合リアリズム」（矢部友衛との共著）刊行。
- 1963年、「岡本唐貴画集」刊行。
- 1967年、「日本プロレタリア美術史」（松山文雄との共著/造形社）刊行。
- 1983年、「岡本唐貴自伝的回想画集・自選画集」（東峰書房）刊行。

## その他
- 雑誌「構造」第６号（1986年7月発行）に追悼特集
- 展覧会誌「岡本唐貴とその時代 1920-1945　尖端に立つ男」倉敷市立美術館編（2001年3月発行）

- 東京都現代美術館美術図書室：岡本文庫（岡本唐貴の旧蔵書。図書、カタログ、雑誌等）
- 市立小樽文学館：小林多喜二死顔絵の展示（小林多喜二遺族からの寄託）
- 近代美術資料館(埼玉県さいたま市)：1985年に岡本唐貴本人から託されたマヴォ・三科・造型などに関する資料

## 家族
- 長男：白土三平（本名・岡本登） - 漫画家。作品に『カムイ伝』『サスケ』など。
- 次男：岡本鉄二 - 漫画家。『カムイ伝第二部』の作画を担当。
- 三男：岡本真 - 白土三平による「赤目プロダクション」のマネージメント担当。映画『ときめきに死す』に出演。
- 長女：岡本颯子 - 絵本作家。『こまったさんシリーズ』など。